# 会津城籠城戦
会津城籠城戦（あいづじょうろうじょうせん、慶応4年8月23日 - 明治元年9月22日（1868年10月8日 - 1868年11月6日））は、会津戦争（戊辰戦争）の戦いの一つ。なお「会津城籠城戦」は会津側独自の呼び方で、新政府側では「会津城攻略戦（会津城攻め）」、中立的視点からは「会津城攻防戦」と呼ばれている。

## 概略
母成峠の戦いで勝利した新政府軍に対し、旧幕府側の会津藩は若松城において約1ヶ月における籠城戦の後、降伏した。この会津攻略戦では、在府の大村益次郎は周囲の敵対勢力を徐々に陥落させていく長期戦を指示したが、戦地の主将・板垣退助、伊地知正治らは、これに反対し一気呵成に敵本陣を攻める短期決戦を決断。この時、会津、庄内両藩は蝦夷地をプロイセンに売却して資金を得ようしていた。板垣らが会津を攻め落した為に、ビスマルクから返書が阻止されて蝦夷地売却の話が反故となったが、長期戦となっておれば、日本の国境線は大いに変わっていたと言われる。そのため特に会津攻略戦での采配は「皇軍千載の範に為すべき」と賞せられた。

## 経過

### 戦闘
8月23日(1868年10月8日)、会津若松城攻略戦を開始。北出丸への攻撃で、迅衝隊大軍監、各隊長ら土佐藩側将兵の死傷者が続出する。
8月25日(太陽暦10月10日)、小軍監・安岡覚之助(土佐勤王党血盟同志)、小軍監・三原兎弥太(土佐勤王党血盟同志)ら会津若松城攻めにおいて討死。 
8月27日(太陽暦10月12日)、迅衝隊小笠原三番隊・阿部駒吉(土佐勤王党血盟同志)、会津若松城下の戦闘において討死。
9月19日(太陽暦11月3日)、迅衝隊総督・板垣退助、9月22日(太陽暦11月6日)を期限として会津藩に開城降伏を説く。

### 降伏

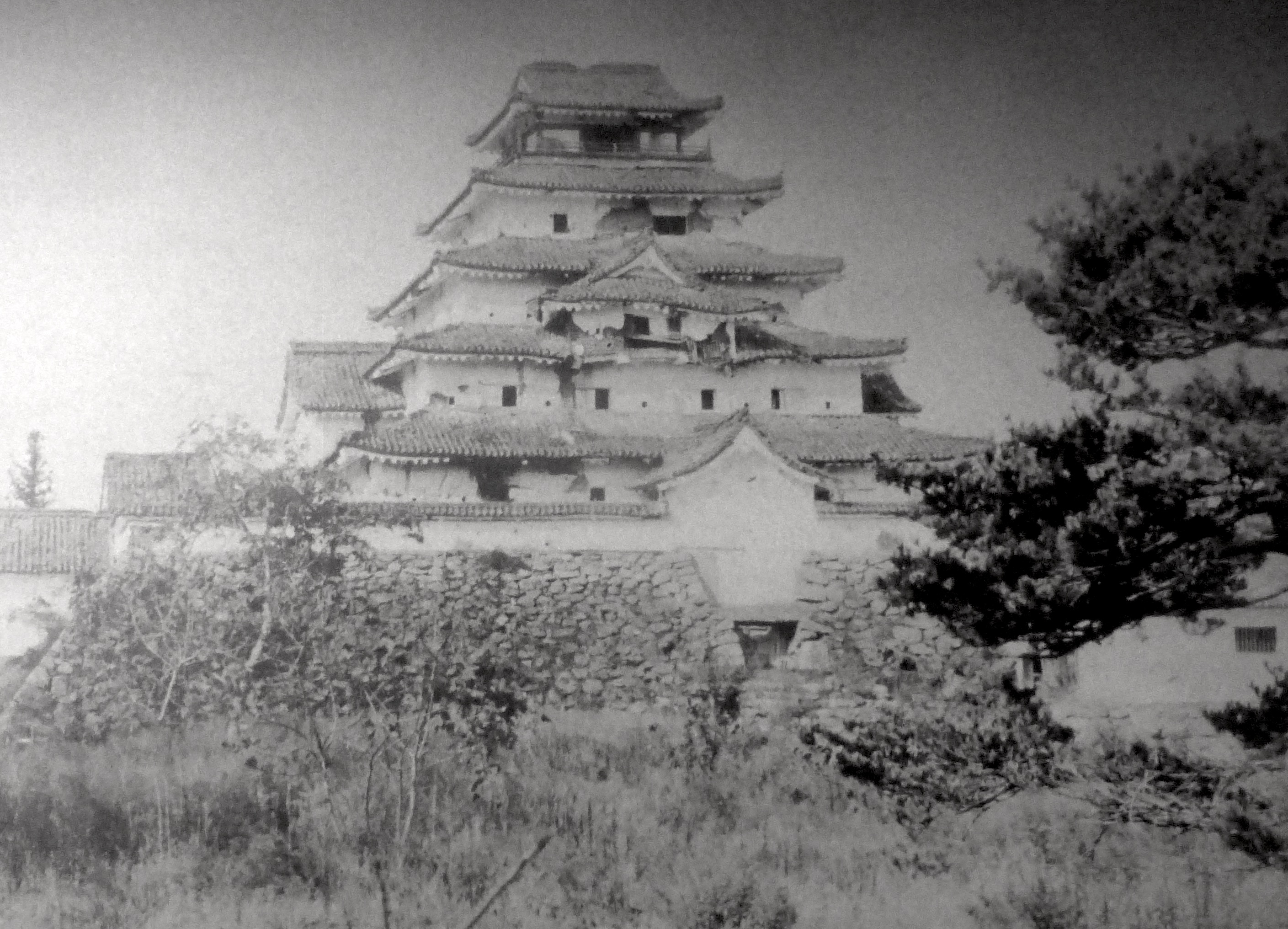
降伏直後の会津城

旧暦の明治元年9月22日(太陽暦11月6日)、会津城下甲賀町で降伏儀式が行われ、新政府軍から軍監の中村半次郎、軍曹の山県小太郎(元・豊後岡藩脱藩志士)が全権代表として降伏文書を受け取り、新政府軍に城を明け渡した。

## その後
会津が降参するにあたり、会津藩士らは主君・松平容保が「素衣面縛」即ち罪人のように縄で縛られた状態で引きずり出され辱められるのではないかと危ぶんだが、板垣は藩主としての体面を保たせ「輿」に乗った状態で城から出て降伏する事を許した。この事に会津藩士らは感激した。さらに「降伏した以上は、我ら等しく王民(日本の臣民)である」として、会津藩の罪を減ずるよう「寛典論(穏便なる処遇を求める嘆願)」を上奏。その趣意は「これからは海外諸国と対峙せねばならず、過酷な処分によって後世に遺恨を残し、日本民族統合の障壁になってはならない」とするものであった。また「有能な人材は、積極的に政府へ登用すべき」との意見を述べた。これに対して木戸孝允らは「厳罰論(厳しく処分すべきとする意見)」を唱え、処遇問題に総督府内で意見対立があった。本来ならば、勅許の無き日本領土の割譲は万死に値する罪であったが、結局は会津攻略戦の主将である板垣が言うのならばと、意見が受け入れられ、家老が詰腹を切る事を条件に、藩主・松平容保の切腹や藩の改易処分を逃れ、減封処分が下る。さらに会津藩が斗南藩へ減石転封となった時は、板垣は藩士らが貧する様を見て特別公債の発給を書面で上奏している。板垣は会津攻略戦の官軍側・主将でありながら、維新後すぐから賊軍となった会津藩の心情を慮って名誉恢復に努めるなど、徹底して公正な価値観の持ち主であったため、多くの会津人が維新後、感謝の気持ちから土佐を訪れている。また、自由民権運動も東北地方では福島県を中心として広がりを見せることになった。

## 所懐
武力討幕を主張し、それらを総て成し遂げた官軍の将・板垣退助の心境に勝者としての奢りは微塵も無く、むしろ敗者に対する名誉恢復に注がれている。これは板垣が武士道精神に則り「昨日までの敵も降参したる上は皆等しく臣民」との考えのもと、官賊敵味方の禍根を後世に残し、日本民族統一の障壁となることを最も憂いたためである。
板垣がこの序文を寄せたのは、晩年80歳(亡くなる3年前)の時である。同書巻末には「本書編纂に際し多大の御援助を賜りたる芳名」の筆頭に「伯爵 板垣退助閣下」が挙げられており、次いで、元帥海軍大将伯爵 東郷平八郎閣下、子爵 松平保男閣下、松平健雄閣下、枢密院顧問官男爵 山川健次郎閣下、男爵 林權助閣下らが記されている。維新囘天の功を成し遂げた彼の感慨は、自らの手柄を誇示するわけでもなく、敵に対する恨みでもなただ切々と日本の将来に対する憂国の念、そして愛国心である。